# Geografia do Quénia
O Quénia está situado na África oriental, tendo fronteiras a leste com a Somália, a norte com a Etiópia e o Sudão, a oeste com o Uganda, a sudoeste com a Tanzânia e a sueste é banhado pelo Oceano Índico.
A parte ocidental do país faz parte do sistema de depressões do Vale do Rift, que deu origem aos grandes lagos africanos, e essa zona do país é banhada por dois dos maiores: o lago Vitória e o lago Turkana.
As falhas do rift são rodeadas por montanhas, algumas das quais de origem vulcânica, que atingem o ponto mais alto no centro do país, no monte Quénia, com 5199 m. A leste e a sul, o relevo suaviza-se, em especial junto à fronteira da Somália, onde se estende uma extensão significativa de planície.
A Quénia é um país com fauna e flora muito diversificada e rica.